# Car Nicobar
Car Nicobar (Pu na língua car) é a mais setentrional das ilhas Nicobar, na Índia. É uma das três divisões administrativas do distrito indiano de Nicobar, e parte das ilhas Andamão e Nicobar. A ilha tinha 17841 habitantes em 2014. A sua maior localidade é Malacca.